# Into the Labyrinth
Into the Labyrinth е шестият студиен албум на австралийското неокласическо/даркуейв/ню ейдж дуо Дед Кен Денс, издаден на 13 септември 1993 г. първо в Европа, а на следващия ден и в САЩ. Това е първият студиен албум, издаден в САЩ, благодарение на продуцентски договор между издателите им и американски лейбъл. Забележима е стиловата промяна, която налага доминиращо етно звучене, което ще рефлектира на следващата им продукция. В САЩ „The Ubiquitous Mr Lovegroove“ е издаден като промоционален сингъл и се върти по радиостанциите, които наблягат на алтернативна музика.

## Фактология
Into the Labyrinth е подчертана промяна в много аспекти в сравнение с предишния албум Aion, издаден три години по-рано. 
- Брендан Пери живее на речен остров в Ирландия, а Лиса Джерард в Австралия със съпруга ѝ и дъщеря им и всеки един работи самостоятелно, докато не се съберат, за да съчетаят индивидуалните си записи в общи. Окончателните записи на албума са извършени в домашното студио на Брендън Пери Quivvy Church в Каунти Кавън в Ираландия, където двамата обединяват песните си и записват албума в продължение на три месеца заедно.
- В общ план предните два студийни албума Aion и The Serpent's Egg са доминирани от Пери и неговите опити в средновековната музика, докато този албум дава повече свобода за развитие на етно вдъхновенията на Джерард.
- Това е първият албум, в който дуото свири всичките използвани инструменти без помощта на гост музиканти.
- Текстовете са на английски език в песни 2–4, 8 и 11. Джерард пее със собствено създадена безмълвна вокална техника, подобна на глосолалия в песни 1, 5–7, 9–10. Песни 3 и 10 са изпълнени а капела.
- В Обединеното кралство CD албумът е издаден едновременно с ограничено издание на двойно винилово LP (включващ "Bird" и "Spirit", двете бонус песни от 1991 г. от A Passage in Time).
- Нарастващата популярност на дисковите носители позволява на групата да запише значително по-дълъг като времетраене от предишните си издания албум.
- Името на албума е препратка към гръцкия мит за Тезей, който влиза в Лабиринта, за да победи Минотавъра. Въпреки че „Into the Labyrinth“ не е концептуален албум, между имената на песните има връзка. Тази тема е отразена в няколко от заглавията на песните:
  - „Ariadne“ (легендарната Ариадна, която помага на Тезей да намери пътя в лабиринта.
  - „Towards the Within“ („Към вътрешността“) – на лабиринта, с Минотавъра в центъра.
  - „The Spider's Stratagem“ („Стратегията на паяка“) – чакащ в центъра на мрежата като Минотавъра, чакащ в центъра на лабиринта, но също и филм на Бертолучи, адаптиращ разказа на Борхес „Лабиринти“
  - „Emmeleia“ (на гръцки: ἐμμέλεια) – гръцки танц, част от театъра на Древна Гърция, който се е танцувал на сцени, отразяващи някакво трагично събитие.

## Информация за песните
- „Yulunga (Spirit Dance)“: в родната на Джерард Австралия yulunga означава „танц“ или „танц на духове“, свързан с глагола yulugi (да танцувам, да играя) на езика Gamilaraay на аборигените Kamilaroi (австралийските аборигени). В аборигенска легенда за времето на съновидение Юлунга е вариант на Юлунгул, аборигенската митологична богиня на Змия на дъгата. (Има също улица Yulunga и фестивал Yulunga в Южна Австралия.)
- "The Ubiquitous Mr Lovegrove" („Вездесъщият г-н Лавгроув)“: Пери го описва като своето алтер его, „абстрактната връзка между мен и жената“. Тази песен е пусната по време на сцената в стриптийз клуба във филма на Шон Пен от 1995 г. The Crossing Guard. Заглавието препраща към британския телевизионен сериал Secret Agent (или Danger Man) от 1965 г.
- „The Wind That Shakes the Barley“ („Вятърът, който разклаща ечемика“): традиционна ирландска балада от края на 18 век, на която Лиса Джерард иска да запише своя собствена версия: „трябваше да бъде обединяваща песен, но има толкова силна тъга, че се превръща в анти-военна песен". Бележките я описват като „посветена на паметта на Морийн Копър“, но нищо друго не е установено за този човек. Записът е семплиран от хип-хоп продуцента 4th Disciple върху песента на Киларми "Blood for Blood" в албума Silent Weapons for Quiet Wars.
- "The Carnival Is Over" („Карнавалът свърши“): Описвана е като спомен на Пери като дете в Източен Лондон, когато е ходел на цирк. Той също така включва заимстван текст от "The Eternal" на Джой Дивижън: "(the) procession moves on, the shouting is over" („(шествието) продължава, викането свърши“).
- "Ariadne" („Ариадна“): Заглавието се отнася до гръцката легенда за Ариадна и лабиринта.
- "Towards the Within" („Към вътрешността“): Заглавието се отнася косвено към лабиринта, защото Тезей е трябвало да пътува към вътрешността, за да стигне до Минотавъра в центъра.
- "Tell Me About the Forest" („Разкажи ми за гората“): Пери обясни: „Когато живееш в Ирландия, виждаш как хората, които са били далеч от години, да се връщат при родителите си, а също така виждаш и онези, които оставят след себе си... нарушаването на традицията заедно с изкореняването и разместването на племената. В Ирландия и в дъждовните гори. Ако можехме само да запазим устните традиции и да забравим клерикалния бик... ". Подобно на „The Carnival Is Over“, тази песен заимства два текста на Джой Дивижън – редовете  "and we're changing our ways, (Yes we are) taking (on) different roads"(„и ние променяме пътищата си, (Да, ние сме) поемаме различни пътища“) (от „Love Will Tear Us Apart“) и "this treatment takes too long" („това лечение отнема твърде много време“) (от песента "Twenty Four Hours“).
- The Spider's Stratagem" („Стратегията на паяка“): Заглавието препраща косвено към лабиринта, чрез филма на Бернардо  Бертолучи от 1970 г. „Стратегията на паяка“ (на итал. La strategia del ragno), адаптиращ разказа на майстора на лабиринта Хорхе Луис Борхес "Theme of the Traitor and Hero" („Тема за предателя и героя“), публикувана на английски като Labyrinths.
- „Emmeleia“: Заглавието (на гръцки ἐμμέλεια, „грациозност“ или „хармонизиране“) е името на погребалния и достоен танц на трагедията в театъра на Древна Гърция (всеки драматичен жанр включва свой собствен хоров танц, който е emmeleia или emmelīa в трагедията, kordax или cordax в комедията и sikinnis или sicinnis в сатирската пиеса). „Текстът“ произлиза от обичайната глосолалия на Лиса Джерард, но тъй като тя трябва да напише фонетична версия, за да пее Брендън Пери заедно с нея, тази песен звучи много повече като структуриран език. Съществуват писмени транскрипции, но нито един език не може да бъде разпознат.
- „How Fortunate the Man With None“ („Колко щастлив е човекът без нищо“): За текста Пери избира четири строфи от стихотворението на Бертолт Брехт от 1928 г. „Die Ballade von den Prominenten“, в английския превод на Джон Уилет (Брехт използва подобна версия на това стихотворение като „Die Schädlichkeit von Tugenden“ в неговата пиеса от 1939 г. „Майка Кураж и нейните деца“ и малко по-различна версия като "Salomon'Song" („Песен на Соломон“) в неговата „Опера за три гроша“ от 1928 г., действие III, номер 18). След това Пери ги поставя на музика за продукцията на пиесата от Temenos Academy. Това е едва вторият път, когато такова разрешение е дадено от държащите правата над Брехт, като предишното е през 1963 г.

## Песни
1. Yulunga (Spirit Dance) – 6:56
2. The Ubiquitous Mr. Lovegrove – 6:17
3. The Wind That Shakes the Barley – 2:49
4. The Carnival Is Over – 5:28
5. Ariadne – 1:54
6. Saldek – 1:07
7. Towards the Within – 7:06
8. Tell Me About the Forest (You Once Called Home) – 5:42
9. The Spider's Stratagem – 6:42
10. Emmeleia – 2:04
11. How Fortunate the Man With None – 9:15

Песните са написани от Дед Кен Денс (Лиса Джерард и Брендън Пери), с изключение на песен 3 (думи и музика от д-р Робърт Дуайър Джойс, традиционна, аранжирана от Дед Кен Денс) и песен 11 (думи на Бертолт Брехт, английски превод от Джон Уилет). 
Изданията от 1993 г. (DAD 3013), 2008 и 2010 г. с ограничени издания на двойни винилови плочи имат / 1–3 / 4–7 // „Bird“ 8–9 / „Spirit“ 10–11 /, добавяйки следното: 
- „Bird“ – 5:00
- „Spirit“ – 4:59

Преиздаването на двоен винил от 2016 г. (DAD 3621) включва списъка с песни на компактдиска върху страни A, B и C; „Bird“ и „Spirit“ съставляват страна D на това издание. Това са двете по-ранни бонус песни от компилацията A Passage in Time от 1991 г. и са събрани отново в Dead Can Dance (2001).

## Състав
Музикален 
- Лиса Джерард – вокали (на 1, 3, 5–7, 9–10), изпълнителка (неспоменати инструменти)
- Брендън Пери – вокали (на 2, 4, 7–8, 10–11), изпълнител (неспоменати инструменти), перкусии, звукови семпли (птици и др.)

Инструментите включват бонго (песен 9), ситар (песни 2, 7), табла (песни 7, 9). 
Технически 
- Брендън Пери – инженер, продуцент (в Quivvy Church)

Графичен 
- Touhami Ennadre – изображение на предната корица (снимка „Hands of the World“)
- Джон Шеруин – вътрешно изображение (сценичен декор "Towards the Within")
- Кен Кавана – всички други вътрешни изображения (снимки)
- Крис Биг – дизайн на обложките (с Брендън Пери)

|  | Тази страница частично или изцяло представлява превод на страницата Into the Labyrinth (Dead Can Dance album) в Уикипедия на английски. Оригиналният текст, както и този превод, са защитени от Лиценза „Криейтив Комънс – Признание – Споделяне на споделеното“, а за съдържание, създадено преди юни 2009 година – от Лиценза за свободна документация на ГНУ. Прегледайте историята на редакциите на оригиналната страница, както и на преводната страница, за да видите списъка на съавторите. ВАЖНО: Този шаблон се отнася единствено до авторските права върху съдържанието на статията. Добавянето му не отменя изискването да се посочват конкретни източници на твърденията, които да бъдат благонадеждни. |